# Bryce Paup
(en) Statistiques sur pro-football-reference
Bryce Eric Paup (né le 29 février 1968 à Jefferson) est un joueur américain de football américain.

## Enfance
Paup naît dans la ville de Jefferson dans l'Iowa. Plus tard, il déménage et s'installe à Scranton, étudiant et jouant au football à la Scranton High School.

## Carrière

### Université
Il entre à l'université de l'Iowa du Nord où il joue pour l'équipe des Panthers de football américain.

### Professionnel
Bryce Paup est sélectionné au sixième tour du draft de la NFL de 1990 par les Packers de Green Bay au 159e choix. Lors de ses premières saisons à la NFL, il se cantonne au rang de remplaçant jusqu'à la saison 1992 où il commence à être titulaire. En 1993, il est installé au poste de linebacker titulaire et la saison suivante, il fait une saison pleine.
En 1995, il signe chez les Bills de Buffalo et fait les beaux jours de son équipe car il est nommé joueur défensif de l'année après avoir fait 17,5 sacks (meilleur score de la saison) et soixante-dix tacles lors de cette première saison à Buffalo. Il sera nommé à quatre reprises par les fans pour le Pro Bowl.
Après son dernier Pro Bowl, son contrat avec Buffalo expire et il signe avec les Jaguars de Jacksonville où il fait une saison 1998 plutôt bonne avant de montrer ses failles et de faire une saison 1999 décevante. En 2000, il apparaît sous le maillot des Vikings du Minnesota mais ne dispose que d'un rôle de remplaçant et ne joue aucun match comme titulaire avec Minnesota.

## Retraite
Le 19 mars, la Green Bay Southwest High School de Green Bay dans le Wisconsin, annonce la venue de Paup pour entraîner l'équipe de football américain de l'école. Il est aussi membre du conseil d'administration des Packers de Green Bay.

## Palmarès
- Sélection au Pro Bowl lors des saisons 1994, 1995, 1996 et 1997
- Équipe All-Pro de la saison 1995
- Joueur défensif de l'année NFL 1995
- Linebacker de l'année NFL 1995 selon l'association des anciens joueurs de la NFL